# OK Centurion Pula
Odbojkaški klub "Centurion" (OK "Centurion" Pula; OK "Centurion", "Centurion") je muški odbojkaški klub iz Pule, Istarska županija, Republika Hrvatska.  

## O klubu
OK "Centurion" je kao športska udruga osnovan 2011. godine, s ciljem popularizacije muške odbojke u Puli. Od početka se radilo s dječacima iz viših razreda osnovnih škola. 2013. godine klub je primnljeni u športske saveze, te te godine osnivaju senorsku momčad koja se natjecala u "2. hrvatskoj ligi- Zapad", koju osvajaju. U sezoni 2014./15. su  članovi 1. A hrvatske lige, a slijedeće dvije sezone u 2. hrvatskoj ligi - Zapad. Od sezone 2017./18. "Centurion" nema seniorsku momčad, te dalje djeluje s mlađim uzrastima. 

## Uspjesi
2. A HOL
- prvak: 2013./14. (Zapad)
- drugoplasirani: 2015./16. (Zapad)

## Pregled plasmana po sezonama
| sezona    | rang lige | liga                      | dio lige   | poz.      | klubova u ligi | ut        | pob       | por       | set+      | set-      | bod       | doigravanje | napomene                                   | izvori    |
| Centurion | Centurion | Centurion                 | Centurion  | Centurion | Centurion      | Centurion | Centurion | Centurion | Centurion | Centurion | Centurion | Centurion   | Centurion                                  | Centurion |
| --------- | --------- | ------------------------- | ---------- | --------- | -------------- | --------- | --------- | --------- | --------- | --------- | --------- | ----------- | ------------------------------------------ | --------- |
| 2013./14. | II.       | 2. A HOL - Zapad          |            | 1.        | 5              | 8         | 7         | 1         | 23        | 5         | 22        |             |                                            |           |
| 2013./14. | II.       | Kvalifikacije za 1.A ligu |            | 1.        | 4              | 3         | 2         | 1         | 7         | 4         | 6         |             | igrano u Vukovaru                          |           |
| 2014./15. | I.        | 1. A HOL                  | Skupina II | 4.        | 8              | 14        | 9         | 5         | 30        | 22        | 25        |             | plasirali se u "3. skupinu"                |           |
| 2014./15. | I.        | 1. A HOL                  | 3. skupina | 4. (12.)  | 4 (16)         | 12        | 4         | 8         | 17        | 26        | 12        | ne          | ukupno, s prenesenim međusobnim rezultatim |           |
| 2014./15. | I.        | 1. A HOL                  | 3. skupina | 4. (12.)  | 4 (16)         | 6         | 1         | 5         | 5         | 15        |           | ne          | ostvareno igranjem u "3. skupini"          |           |
| 2015./16. | II.       | 2. A HOL - Zapad          |            | 2.        | 6              | 10        | 7         | 3         | 23        | 11        | 21        |             |                                            |           |
| 2016./17. | II.       | 2. HOL - Zapad            |            | 5.        | 6              | 10        | 3         | 7         | 14        | 21        | 11        |             |                                            |           |
|           |           |                           |            |           |                |           |           |           |           |           |           |             |                                            |           |
|           |           |                           |            |           |                |           |           |           |           |           |           |             |                                            |           |

## Vanjske poveznice
- ok-centurion.hr
- Odbojkaški klub "Centurion" - Volleyball club "Centurion", facebook stranica
- localgymsandfitness.com, Odbojkaški klub "Centurion" - Volleyball club "Centurion"
- natjecanja.hos-cvf.hr, OK CENTURION PULA
- osiz-pula.hr, ODBOJKAŠKI KLUB CENTURION PULA
- (engl.) sofascore.com, OK Centurion Pula
- (engl.) volleybox.net, OK Centurion Pula  Arhivirana inačica izvorne stranice od 24. veljače 2022. (Wayback Machine)
- (engl.) profiles.worldofvolley.com, OK Centurion Pula
- sportilus.com, ODBOJKAŠKI KLUB CENTURION
- istra-sport.hr, Odbojka